# Elixane Lechemia
Elixane Lechemia est une joueuse de tennis française, née le 3 septembre 1991 à Villeurbanne.
Essentiellement active sur le circuit ITF, elle a remporté un titre en double sur le circuit WTA.
Elle possède par ailleurs quatre titres en simple et quinze en double sur le circuit ITF.

## Carrière

### Avant 2019: le choix de la spécialisation en double
Finaliste du championnat de France Junior à 18 ans, elle est en contrat fédéral jusqu'à ses 21 ans, atteignant la 380e place mondiale au classement WTA. De retour en France, après trois ans et demi passés à l'Université de Caroline du Sud, elle reprend sa progression de zéro à partir de 2016 et atteint la 343e place mondiale en 2017,,.
À partir de fin 2018, Elixiane Lechemia choisit de se consacrer exclusivement au double, une discipline qui lui apporte plus de plaisir. Cette décision est motivée par les difficultés qu'elle rencontre pour dégager suffisamment de revenus au travers des tournois en simple qui l'empêchent notamment de payer un coach et de progresser au classement mondial,. Cette spécialisation la distingue des autres joueuses de tennis (notamment françaises) qui participent généralement aux tournois de simple et de double,.

### 2019-2020: débuts en grand chelem
Elixane Lechemia a fait ses débuts dans le tableau principal de Roland-Garros 2019, après avoir bénéficié d'une wild card pour le tirage au sort du double, associée à Estelle Cascino. Elle a également participé à Roland-Garros 2020 en tant que wild card en partenariat avec la débutante française Elsa Jacquemot.

### 2021: premier titre WTA en double et entrée dans le Top 100
En avril 2021, elle remporte son premier tournoi sur le circuit principal, en double avec l'Américaine Ingrid Neel, lors du tournoi de Bogota, avec une victoire en finale contre la paire tête de série no 3 composée de Mihaela Buzărnescu et Anna-Lena Friedsam. Cette victoire lui permet de rentrer dans le top 100 mondial en double.

### 2024: 1/8eà l'Open d'Australie
En janvier 2024, alors qu'elle n'est que 3e sur la liste d'attente des engagées de double à l'Open d'Australie, elle bénéficie du retrait de dernière minutes des têtes de série no 1 et intègre donc le tableau final. Associée à l'Allemande Tamara Korpatsch, elle passe le premier tour, puis bénéficie du forfait de ses adversaires au tour suivant. Elle est éliminée en 1/8e par les Françaises Caroline Garcia et Kristina Mladenovic au terme d'une belle résistance.

## Palmarès

### Titre en double dames
| No | Date       | Nom et lieu du tournoi | Catégorie | Dotation  | Surface      | Partenaire  | Finalistes                            | Score    |          |
| -- | ---------- | ---------------------- | --------- | --------- | ------------ | ----------- | ------------------------------------- | -------- | -------- |
| 1  | 05-04-2021 | Copa Colsanitas Bogota | WTA 250   | 235 238 $ | Terre (ext.) | Ingrid Neel | Mihaela Buzărnescu Anna-Lena Friedsam | 6-3, 6-4 | Parcours |

### Finale en double dames
| No | Date       | Nom et lieu du tournoi       | Catégorie | Dotation  | Surface    | Vainqueures                    | Partenaire    | Score             |          |
| -- | ---------- | ---------------------------- | --------- | --------- | ---------- | ------------------------------ | ------------- | ----------------- | -------- |
| 1  | 31-07-2023 | Livesport Prague Open Prague | WTA 250   | 259 303 $ | Dur (ext.) | Nao Hibino Oksana Kalashnikova | Quinn Gleason | 67-7, 7-5, [10-3] | Parcours |

### Titre en double en WTA 125
| No | Date       | Nom et lieu du tournoi | Catégorie | Dotation  | Surface    | Partenaire     | Finalistes                 | Score    |          |
| -- | ---------- | ---------------------- | --------- | --------- | ---------- | -------------- | -------------------------- | -------- | -------- |
| 1  | 07-08-2023 | Polish Open Kozerki    | WTA 125   | 115 000 $ | Dur (ext.) | Katarzyna Kawa | Naiktha Bains Maia Lumsden | 6-3, 6-4 | Parcours |

### Finales en double en WTA 125
| No | Date       | Nom et lieu du tournoi           | Catégorie | Dotation  | Surface      | Vainqueures                          | Partenaire             | Score             |          |
| -- | ---------- | -------------------------------- | --------- | --------- | ------------ | ------------------------------------ | ---------------------- | ----------------- | -------- |
| 1  | 22-11-2022 | Montevideo Open Montevideo       | WTA 125   | 115 000 $ | Terre (ext.) | Ingrid Gamarra Martins Luisa Stefani | Quinn Gleason          | 7-5, 66-7, [10-6] | Parcours |
| 2  | 04-09-2023 | Open delle Puglie Bari           | WTA 125   | 115 000 $ | Terre (ext.) | Katarzyna Kawa Anna Sisková          | V. Grammatikopoúlou    | 6-1, 6-2          | Parcours |
| 3  | 13-05-2024 | Parma Ladies Open Parme          | WTA 125   | 115 000 $ | Terre (ext.) | Anna Danilina Irina Khromacheva      | Ingrid Gamarra Martins | 6-1, 6-2          | Parcours |
| 4  | 31-03-2025 | Megasaray Hotels Open 3 Antalya  | WTA 125   | 115 000 $ | Terre (ext.) | Anna Bondár Simona Waltert           | Alicia Barnett         | 7-5, 2-6, [10-6]  | Parcours |
| 5  | 02-06-2025 | Lexus Birmingham Open Birmingham | WTA 125   | 115 000 $ | Gazon (ext.) | Destanee Aiava Cristina Bucșa        | Alicia Barnett         | 6-4, 6-2          | Parcours |

## Parcours en Grand Chelem

### En simple dames
N'a jamais participé à un tableau final.

### En double dames
| Année | Open d'Australie                                                                    | Open d'Australie                                                                     | Internationaux de France                                                                     | Internationaux de France                                                      | Wimbledon                                                                        | Wimbledon | US Open | US Open |
| ----- | ----------------------------------------------------------------------------------- | ------------------------------------------------------------------------------------ | -------------------------------------------------------------------------------------------- | ----------------------------------------------------------------------------- | -------------------------------------------------------------------------------- | --------- | ------- | ------- |
| 2019  | —                                                                                   | —                                                                                    | 1er tour (1/32) E. Cascino \|\| style="text-align:left;" \| M.J. Martínez S. Sorribes Tormo  | —                                                                             | —                                                                                | —         | —       |         |
| 2020  | —                                                                                   | —                                                                                    | 1er tour (1/32) E. Jacquemot \|\| style="text-align:left;" \| E. Alexandrova O. Kalashnikova | —                                                                             | —                                                                                | —         | —       |         |
| 2021  | —                                                                                   | —                                                                                    | 1er tour (1/32) E. Jacquemot \|\| style="text-align:left;" \| Hsieh S.-w. E. Mertens         | 2e tour (1/16) I. Neel \|\| style="text-align:left;" \| Chan H.-c. Chan Y.-j. | 2e tour (1/16) U. Eikeri \|\| style="text-align:left;" \| Hsieh S.-w. E. Mertens |           |         |         |
| 2022  | 1er tour (1/32) I. Neel \|\| style="text-align:left;" \| A. Bolsova U. Eikeri       | 1er tour (1/32) H. Tan \|\| style="text-align:left;" \| L. Kichenok J. Ostapenko     | 1er tour (1/32) N. Párrizas Diaz \|\| style="text-align:left;" \| B. Krejčíková K. Siniaková | —                                                                             | —                                                                                |           |         |         |
| 2023  | —                                                                                   | —                                                                                    | 1er tour (1/32) J. Ponchet \|\| style="text-align:left;" \| A. Cornet D. Parry               | —                                                                             | —                                                                                | —         | —       |         |
| 2024  | 1/8 de finale T. Korpatsch \|\| style="text-align:left;" \| C. Garcia K. Mladenovic | 1er tour (1/32) V. Gracheva \|\| style="text-align:left;" \| C. Dolehide D. Krawczyk | 2e tour (1/16) O. Gadecki \|\| style="text-align:left;" \| K. Siniaková T. Townsend          | —                                                                             | —                                                                                |           |         |         |
| 2025  | —                                                                                   | —                                                                                    | 1er tour (1/32) H. Tan \|\| style="text-align:left;" \| M. Ninomiya Tang Q.                  |                                                                               |                                                                                  |           |         |         |

N.B. : le nom de la partenaire se trouve sous le résultat ; les noms des ultimes adversaires se trouvent à droite.

### En double mixte
| Année | Open d'Australie | Open d'Australie | Internationaux de France                                                              | Internationaux de France | Wimbledon | Wimbledon | US Open | US Open |
| ----- | ---------------- | ---------------- | ------------------------------------------------------------------------------------- | ------------------------ | --------- | --------- | ------- | ------- |
| 2022  | —                | —                | 1er tour (1/16) R. Ramanathan \|\| style="text-align:left;" \| L. Hradecká G. Escobar | —                        | —         | —         | —       |         |
| 2023  | —                | —                | 2e tour (1/8) A. Olivetti \|\| style="text-align:left;" \| M. Kato T. Pütz            | —                        | —         | —         | —       |         |
| 2024  | —                | —                | 1er tour (1/16) A. Olivetti \|\| style="text-align:left;" \| M. Kato T. Pütz          |                          |           |           |         |         |

N.B. : le nom du partenaire se trouve sous le résultat ; les noms des ultimes adversaires se trouvent à droite.

## Classements WTA en fin de saison
| Année          | 2008 | 2009 | 2010 | 2011 | 2012 | 2013 | 2014 | 2015 | 2016 | 2017 | 2018 | 2019 | 2020 | 2021 | 2022 | 2023 | 2024 |
| Rang en simple | 856  | 574  | 455  | 442  | 595  | –    | –    | 695  | 368  | 435  | 586  | 939  | 980  | –    | –    | –    | –    |
| Rang en double | –    | 617  | 446  | 406  | 512  | –    | –    | –    | 741  | 520  | 271  | 122  | 128  | 82   | 158  | 95   | 96   |

Source : (en) Classements de Elixane Lechemia sur le site officiel de la Fédération internationale de tennis